# 視覺藝術學院 (紐約)
視覺藝術學院（英語：School of Visual Arts）是一所位於紐約市曼哈頓區中城的私立藝術學院，為美國最具領導地位的藝術與設計學校之一。分別於1997年和2003年兩次獲美國新聞與世界報導（U.S. News & World Report）列入全美頂尖藝術創作研究所排名第十。截止到2017年，紐約視覺藝術學院在QS世界大學排名的藝術與設計（Art & Design）中，排名第十七名。該校由賽勒斯‧羅茲和伯恩‧侯嘉爾於1947年共同成立，最初名為漫畫與插畫學院，到了1956年才更名至今。視覺藝術學院是獨立藝術暨設計學院聯盟（Association of Independent Colleges of Art and Design）的其中一員，該聯盟乃由美國三十六所主要的藝術學校共同組成的聯合組織。自1983年起開設現代藝術等研究所課程，成為更完善的藝術教育機構。由於獨特的開創性與實驗性，吸引了更多懷抱熱忱與理想的學生加入。學校學風開放自由，並鼓勵學生勇敢嘗試新穎的操作手法，鮮少拘泥於形式與表現方式。學生作品風格迥異，奇特且充滿實驗性。
SVA 大學部最受歡迎主修為廣告、平面設計和插畫。在研究所方面，學校規劃了嚴謹的藝術教育專業課程，提供教學碩士學位。SVA 為全美首創以藝術美學觀點為中心來設計課程內容的學校。如：最具知名度的電腦藝術與時尚攝影，更是率先於美國將碩士課程重心置於視覺美感的訓練與培養。

## 課程
SVA 是一所鑑定合格的大學，其中藝術創作學士學位需要四年的完整修業期限，也就是一百二十個學分的修課標準。其中包含七十二個專業課程（此部份的課程需要某種藝術形式的創作）學分、三十個人文學和科學的相關課程學分、十二個美術史學分和六個任選課程的學分等。專業研究碩士學位（視課程而論）的取得需完成三十至三十六個學分和一份專題論文，而藝術創作碩士學位則必須達到六十個學分和一份學位專題論文的要求。藝術教學碩士學位需要完成三十六個學分和一份學位專題論文。
就二〇〇〇年而言，SVA 提供了廣告、動畫、漫畫、電腦藝術、電影與錄像、美術、平面設計、插畫、室內設計、攝影、視覺與藝術批評研究等十ㄧ門大學部課程。
 （页面存档备份，存于）
學校於一九八三年開設了第一門藝術創作碩士課程，範圍涵蓋平面繪畫、素描以及雕塑。目前，SVA 提供了二十ㄧ門研究所課程。
 （页面存档备份，存于）
此外，學校另設有不提供學位的美術史和人文學與科學課程的部門，以及藉由大多數科系開設無學分課程之進修部。
 （页面存档备份，存于）

## 大學部課程
1. 藝術創作學士（BFA）3D動畫及視覺特效（由3D設計和電腦動畫兩個系合併）
2. 藝術創作學士（BFA）廣告設計
3. 藝術創作學士（BFA）動畫
4. 藝術創作學士（BFA）漫畫（原名卡通）
5. 藝術創作學士（BFA）設計
6. 藝術創作學士（BFA）電影
7. 藝術創作學士（BFA）美術
8. 藝術創作學士（BFA）插畫
9. 藝術創作學士（BFA）室內設計
10. 藝術創作學士（BFA）攝影與錄影
11. 藝術創作學士（BFA）視覺與評論研究

### 已取消的大學部課程
1. 藝術創作學士（BFA）3D設計
2. 藝術創作學士（BFA）電腦藝術（英语：Computer art）、電腦動畫及視覺特效

## 研究所課程

### MFA
1. 藝術創作碩士（MFA）藝術實踐（英语：Social practice (art)）
2. 藝術創作碩士（MFA）電腦藝術（英语：Computer art）
3. 藝術創作碩士（MFA）設計
4. 藝術創作碩士（MFA）社會設計（英语：Social design）
5. 藝術創作碩士（MFA）美術
6. 藝術創作碩士（MFA）插畫
7. 藝術創作碩士（MFA）互動設計
8. 藝術創作碩士（MFA）攝影、錄影及相關媒體
9. 藝術創作碩士（MFA）產品設計
10. 藝術創作碩士（MFA）社會紀錄片
11. 藝術創作碩士（MFA）視覺敘事

### MA
1. 文學碩士（MA）策展實踐
2. 文學碩士（MA）設計研究、寫作及批評

### MAT
1. 教學碩士（MAT）藝術教育

### MPS
1. 專業研究碩士（MPS）藝術治療
2. 專業研究碩士（MPS）品牌管理
3. 專業研究碩士（MPS）數位攝影
4. 專業研究碩士（MPS）導演
5. 專業研究碩士（MPS）時尚攝影

### 已取消的研究所課程
1. 藝術創作碩士（MFA）藝術寫作（英语：Art critic）
2. 文學碩士（MA）批判理論與藝術

## 位置和校園
學校分布於曼哈頓的兩個地點：各是位於紐約市東區葛萊美西私人公園區以及西區雀兒喜區。這幾棟校舍滿足了各個不同系所課程的需求。另外，因雀兒喜區上百家的藝廊收藏了許多藝術創作，使得在 SVA 唸書的學生一再地受到前衛、另類的創作風格的刺激。

### 主大樓
主大樓位於第二大道和第三大道之間的東二十三街209號。其教室、行政辦公室、地下室的自助餐廳（老莫餐館）和三樓的圓形露天劇場一應俱全。該建築的上半部樓層主要用做電影、錄像、平面設計、廣告、插畫和漫畫等課程教學之使用。一樓大廳和一旁相連接的空間則提供為藝文和公共活動使用。

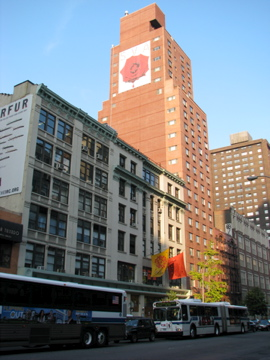
SVA 主大樓

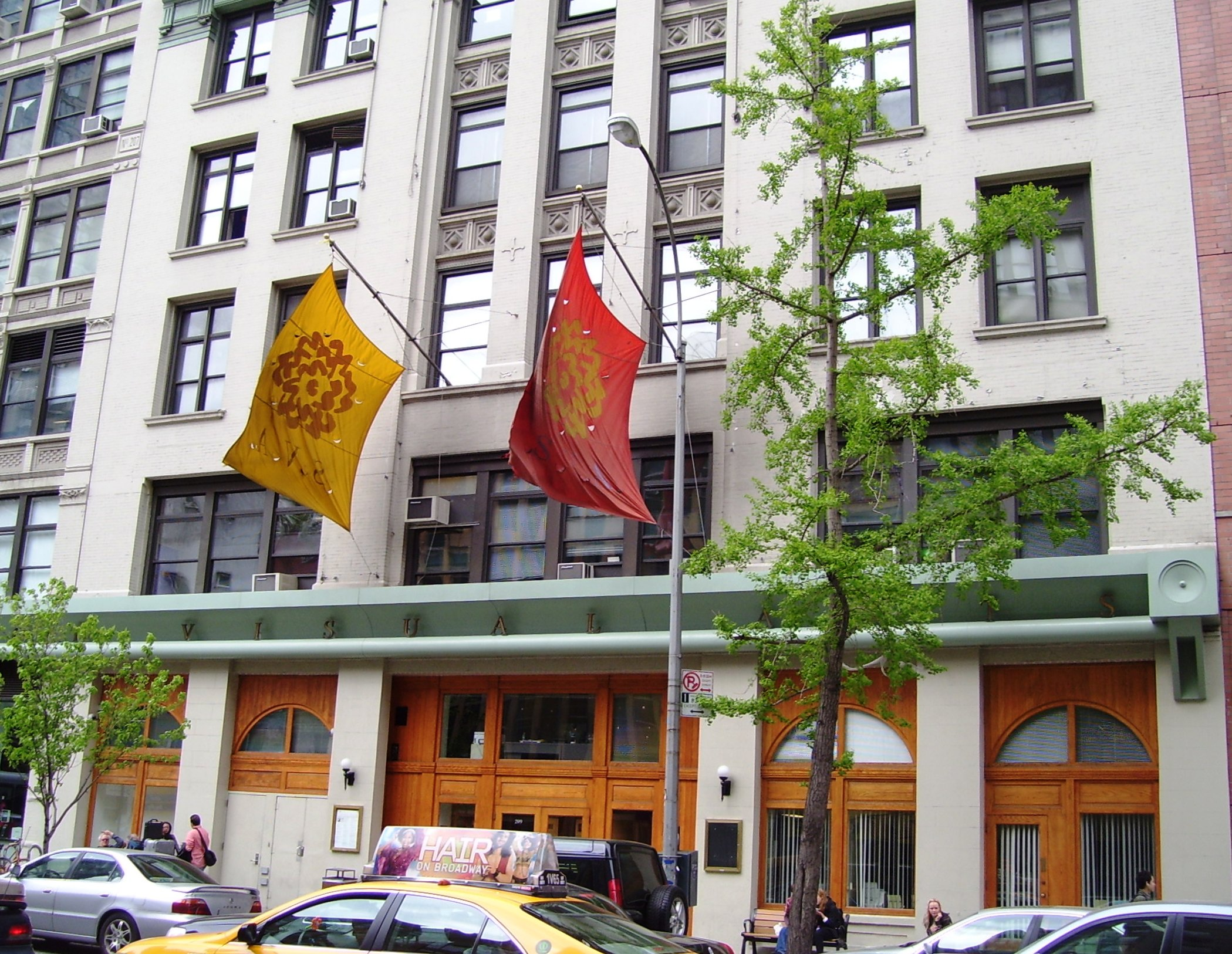
主大樓特寫

### 第二大道大樓
學校並不完全擁有此棟位於第二大道380號的建築，只有其中的四層樓歸學校所有；包括二樓的學校圖書館和教室、五樓的動畫學系大學部工作室和設計研究所，七楼的插画和漫画系教室以及八樓的行政辦公室和人文學與科學專用教室。

### 攝影大樓
位於東二十一街214號的這棟校舍提供了大學部和研究所的攝影課程所需使用之教室和工作室，另外也是學校的廣播電台 WSVA 和一些行政辦公室所在地。

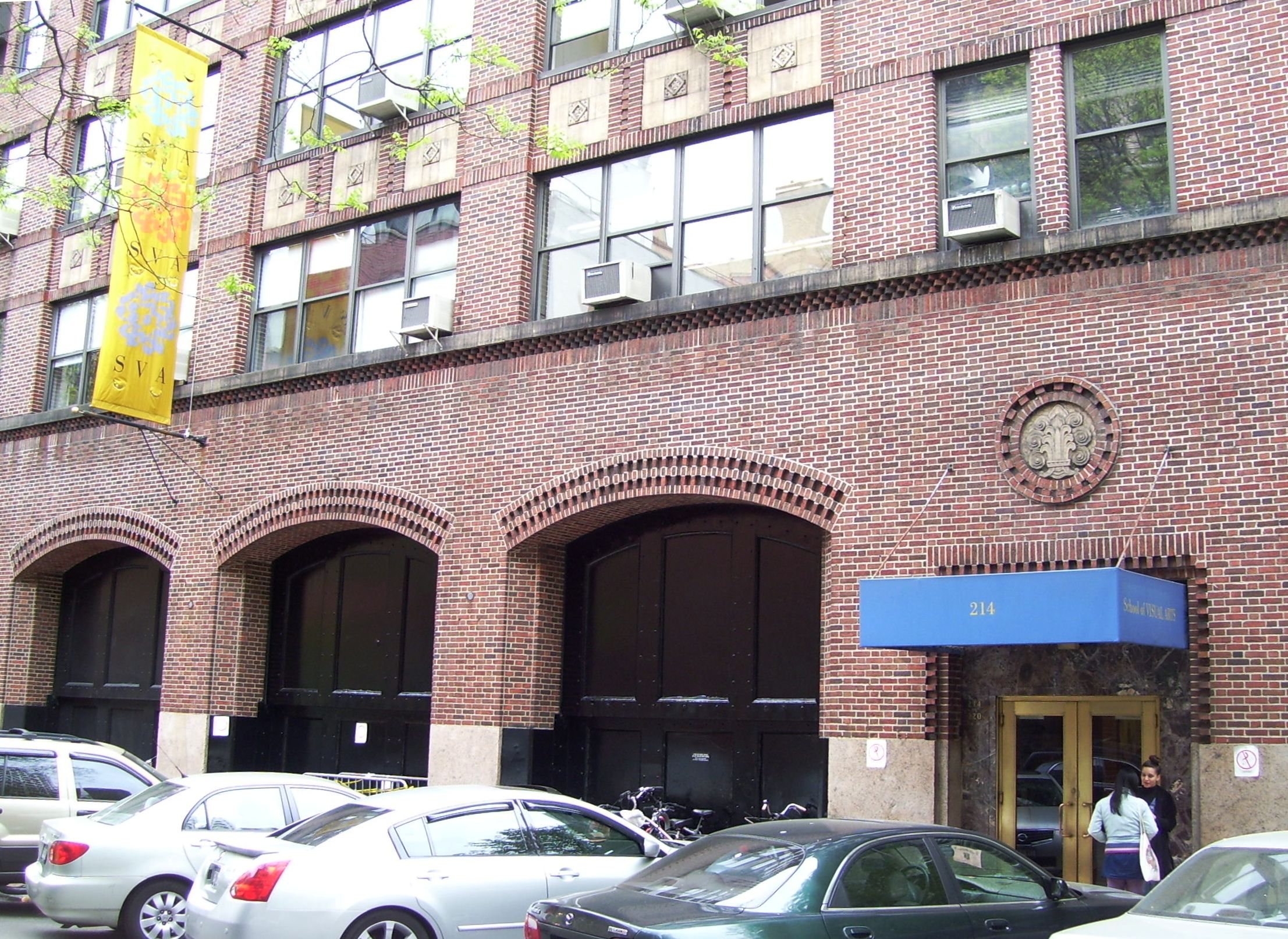
攝影大樓

### 西區大樓
此校舍位在第六大道和第七大道之間的西二十一街133至141號，建築物主要為素描和平面繪畫課程所使用的畫室，特別提供給大一的新生們使用。另外也有室內設計、版畫、電腦藝術和美術史課程的專用教室。一樓設有藝廊，而地下樓也備有自助餐廳。
SVA 也擁有對街的132號大樓，其中有辦公室、漫畫以及插畫學系大學部所使用的工作室和教室。插畫、電腦藝術、藝術教育、藝術治療以及藝術批評與寫作等研究所亦有課程提供於此。

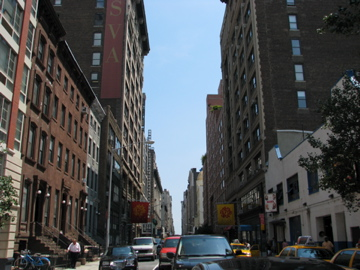
SVA 西區大樓（前方兩側）。

### 雕塑大樓
位於第五和第六大道之間的西十七街30號建築。一樓與地下樓層專屬於雕塑課程所使用。

### SVA 劇場
位於雀兒喜區第八大道和第九大道之間的西二十三街333號。明景雀兒喜西區戲院為該劇場前身，學校於2008年將此戲院買下。同年九月便進行整修，並於2009年一月開幕。設計師與 SVA 的董事會代理主席米爾頓·格雷瑟為該劇場做了內、外部的設計，包括劇院入口華蓋頂上的雕塑。這一棟佔地六平方公里的建築設施覆蓋了兩間獨立禮堂，其中一間設有兩百六十五張座椅，另一間則有四百八十張。此處提供課堂教學、演講、電影試片和其他公共活動的使用。曾經在此舉辦活動的社會團體包括翠貝卡電影節、GenArt 電影節、由市長麥克·彭博所策劃的 PlaNYC 計畫之環境先發計畫，以及市長電影辦公室、劇場和廣播電台。

### 藝廊
SVA 有三處藝術展演空間：分別是位於西二十六街601號的視覺藝術藝廊、西二十一街141號的西區藝廊和座落在東二十三街209號的 SVA 藝廊暨視覺藝術館。這些藝術空間充分表現了學生與藝術專業的融合。

### 學生宿舍
SVA 有幾處提供學生居住的宿舍：
- 第二十三街宿舍（前身為新宿舍），東二十三街215號，乃一保留予新生之公寓大樓式宿舍。
- 格拉梅西女子宿舍，格拉梅西公園南路17號，僅供女性學生住宿。寄宿生有一把可進入格拉梅西公園的共用鑰匙。
- 拉德洛宿舍，拉德洛街101號。此宿舍大樓於2009年啓用，並提供259間單人房與47間雙人房給350位學生居住。
- 第二十四街宿舍，東24街340號。此宿舍於2016年八月啟用，建坪4,103、14層樓。該址由馬格努姆房地產集團與北40管理公司於2015年四月以美金3,225萬自非營利身心障礙國際中心購得。宿舍提供242間套房及包括工作空間給505位學生居住並使用，為該校的旗艦宿舍。該宿舍同時也是學校的住宿生活處、國際學生辦公室、學生事務處和學生會，即視覺藝術學生協會的營運處。

前宿舍：
- 喬治‧華盛頓宿舍，萊辛頓大道23號的。學校對此建物的租約已於2016年初到期，使原旗艦宿舍之身份轉讓至第二十四街宿舍。

## 外部連結
- 官方網站（页面存档备份，存于）

1. ↑  "School of Visual Arts"[永久]. Find the Best. Retrieved April 7, 2015.
2. 1 2  "SVA Fact Sheet" （页面存档备份，存于）. School of Visual Arts. Retrieved April 7, 2015.